# پنج پایین
پنج پایین (به لاتین: Panji Poyon) یک ایستگاه بازرسی مرزی است که در سمت تاجیکستان مرز میان افغانستان-تاجیکستان قرار دارد. پنج پایین در ولایت ختلان واقع شده‌است. پنج پایین ۳۳۲ متر بالاتر از سطح دریا است.
در فارسی تاجیکی، پایین را «پایان» نیز تلفظ می‌کنند.